# 横浜丸 (2代)
横浜丸（横濱丸、よこはままる）は日本郵船の貨客船。
日本郵船の欧州航路の香取丸型、諏訪丸型の整備と同時期に北米航路の船質改善のため、1910年（明治43年）7月に6,300トン級の貨物船として2隻計画されたうちの1隻だが、1911年（明治44年）11月に貨客船に設計変更された。船型は「賀茂丸」をはじめとした欧州航路の貨客船が三島型であるのに対して、横濱丸は遮浪甲板を有する平甲板型を採用した。また、3番船口用の荷役装置として汽動クレーンを装備した。川崎造船所建造の「静岡丸」は姉妹船。

## 船歴
三菱造船所で建造され、1910年（明治43年）10月25日起工、1912年（明治45年）1月30日に進水し、同年5月14日に竣工した。
竣工した「横浜丸」はシアトル航路に就航し、リバプール・ロンドン線で運行されていた時期を挟んで1932年（昭和7年）までシアトル航路で運航され、それから南洋航路東廻線に移った。1937年（昭和12年）6月当時の東廻線は神戸・ヤルート間で運行され、寄港地は大阪（復航のみ）、門司（往航のみ）、横浜、サイパン、トラック、ポナペ、クサイであった。
1919年には神戸ーコロンボ間で運行されていた事が確認されており、1921年（大正10年）6月8日、コロンボからシンガポールへ向け航行中にマラッカ海峡で「印度丸」（大阪商船、7,780トン）と衝突した。
1941年（昭和16年）10月10日、陸軍に徴傭される。
12月10日、グアム島上陸作戦に参加した。「横浜丸」など9隻の輸送船は坂出港で南海支隊を乗せ、11月26日から29日にかけて母島へ進出。12月4日に船団は海軍部隊に護衛されて母島を出撃した。「横浜丸」は「チェリボン丸」（南洋海運、4,031トン）、「ちゃいな丸」（川崎汽船、5,870トン）とともに第二分隊で、その上陸地点は東海岸の太郎（タロホホ）湾、入屋（イリグ）湾であった。第二分隊は10日0時に泊地に進入し、続いて上陸が行われた。
1942年（昭和17年）1月14日、「横浜丸」などからなる9隻の船団は南海支隊を乗せてグアム島を出撃し、ラバウル攻略に向かった。上陸は22日夜から翌日未明にかけて行われた。
続いてラエ・サラモア攻略作戦に参加した。ラエは海軍、サラモアは陸軍担当であった。「横浜丸」と「ちゃいな丸」はサラモア攻略にあたる堀江部隊を乗せ、陸海軍の攻略部隊は3月5日にラバウルを出撃した。7日午後10時30分、陸軍船団はサラモア東方泊地に進入。その後上陸が行われ、8日中に飛行場、サラモア市街やケラを占領した。8日の夜明け後、1機の敵機が何度か来襲して爆撃を行い、「横浜丸」は3度爆撃を受けて戦死者7名負傷者8名を出した。「横浜丸」は巡洋艦「夕張」工作隊による応急修理を受けた。
3月10日、ラエ、サラモアは空襲を受けた。この空襲で「横浜丸」は爆弾4発を受け、沈没した。戦死者1名。